# Ulrich Fugger der Ältere

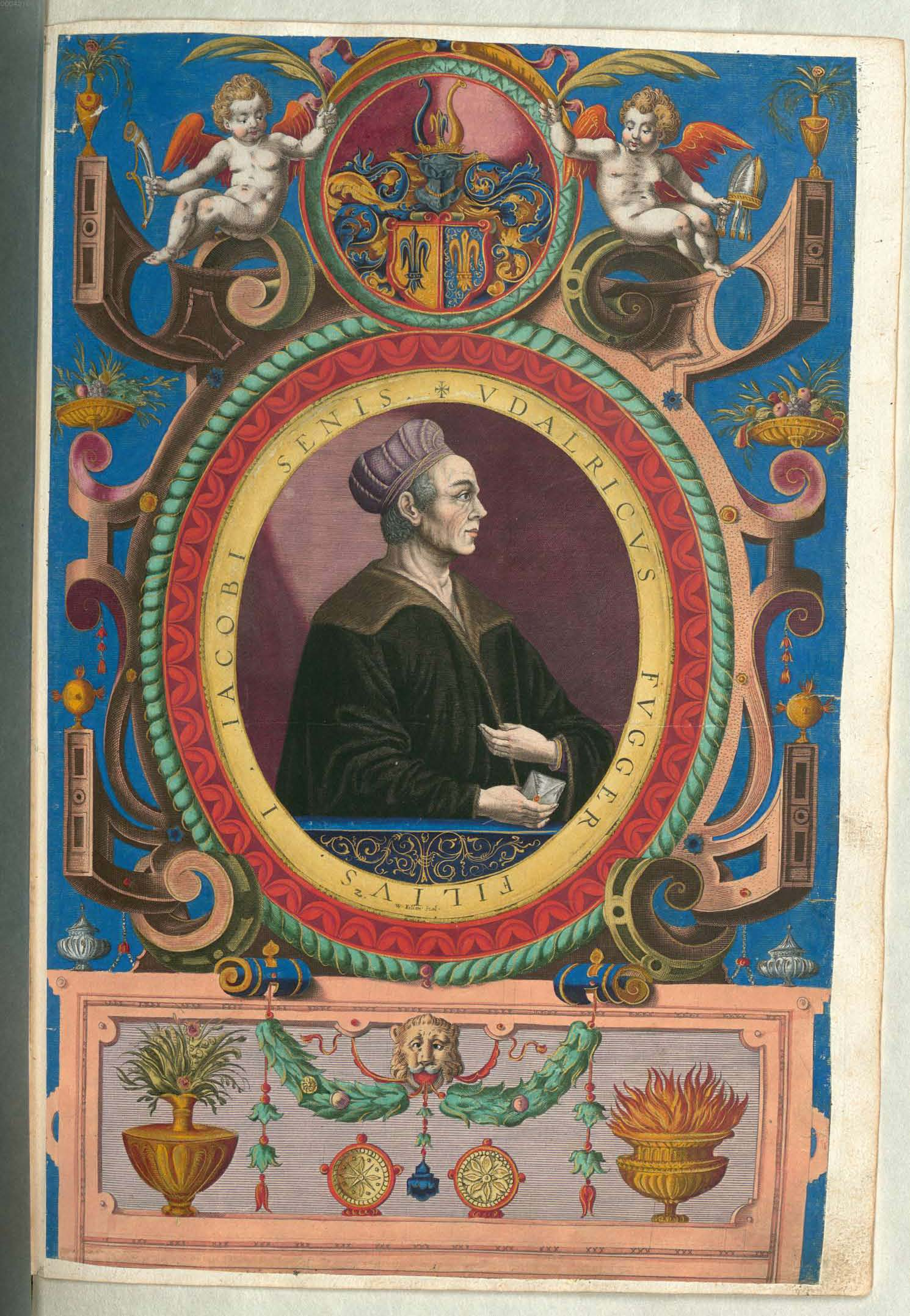
Ulrich Fugger der Ältere. Kolorierter Kupferstich aus Fuggerorum et Fuggerarum imagines, 1618.

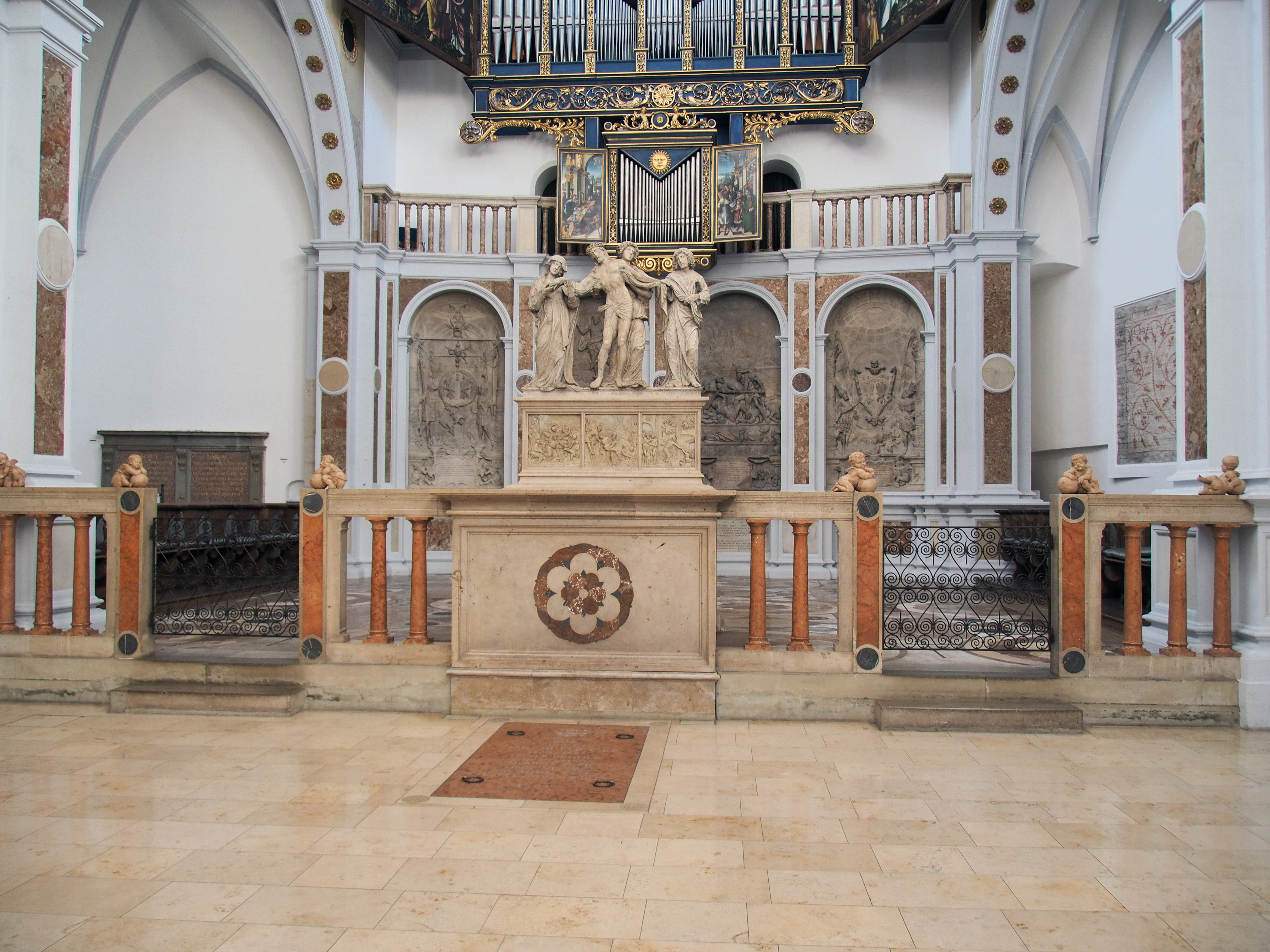
Grabgelege der Fuggers in der St. Anna-Kirche, Augsburg

Ulrich Fugger der Ältere von der Lilie, (* 9. Oktober 1441 in Augsburg; † 19. April 1510 ebenda) war der Bruder und Geschäftspartner von Jakob Fugger, genannt Jakob Fugger der Reiche, sowie von Georg Fugger.

## Leben
Ulrich war der älteste Sohn Jakob Fuggers des Älteren, seine Mutter hieß Barbara. Neben Jakob dem Reichen und Georg hatte er vier weitere Brüder, die jedoch früh verstarben: Andreas (nicht mit Andreas Fugger vom Reh zu verwechseln), Johann (gen. Hans, nicht mit Ulrichs Großneffen Hans Fugger zu verwechseln) auf Geschäftsreisen in Venedig, Markus in Rom und Peter in Nürnberg.
Formell leitete Ulrich das Unternehmen seit dem Tod des Vaters 1469 bis zu seinem eigenen Tod. Tatsächlich führte zunächst seine Mutter das Familienunternehmen weiter, übertrug den Söhnen aber mit ihrer Mündigkeit größere Summen, die diese weiter mehrten. Auch Verhandlungstätigkeit und Reisen oblagen den Söhnen. Erst mit dem Tod Barbaras 1497 erhielten die Söhne vollen Zugriff auf das komplette Vermögen. Ulrich erreichte jedoch nicht die wirtschaftlichen Fähigkeiten seines jüngsten Bruders, in dessen Schatten er stand. 1510 starb Ulrich Fugger an den Folgen einer Blasensteinoperation. Er wurde in der Gruft unter dem Fußboden der Fuggerkapelle bestattet. Seine beiden Brüder Jakob Fugger (1459–1525) und Georg Fugger (1453–1506), sowie sein Sohn Hieronymus und sein Neffe Raymund Fugger (1489–1535) fanden hier ebenfalls ihre letzte Ruhestätte.

## Familie
Ulrich Fugger heiratete 1479 Veronika Lauginger. Mit ihr hatte er folgende Kinder:
- Anna (* 1484)
- Ursula (* 1485)
- Veronica (*1488 +1521)
- Ulrich II. (* 1490)
- Sybille (* 1493)
- Hieronymus (* 1499; † 1538)